# السفينة نصر ديماس
السفينة نصر ديماس كانت سفينة امداد مقرها في دبي تبحر إلى منصات النفط والغاز البحرية. انقلبت على بعد 10 أميال بحرية قبالة سواحل العاصمة القطرية الدوحة في يوم الثلاثاء الموافق 30 يونيو 2009 في الساعة 6:30 من صباح اليوم بالتوقيت المحلي. أسفرت الكارثة في فقدان أكثر من 30 من أصل 35 كانوا على متن السفينة. تم إنقاذ خمسة فقط واسترداد ست جثث. كان يخشى من أن العديد من الركاب كانوا نائمين في كبائنهم وأنه تم إنقاذ الأشخاص الموجودين على سطح السفينة.

## آخر رحلة
في 30 يونيو 2009 طلب قائد السفينة أن يدخل ميناء الدوحة مجددا ودخل قناة ميناء الدوحة. ومع ذلك نصحه المسؤولون أن السفينة ستظل راسية بسبب الظروف الصعبة. غرقت السفينة في غضون ثلاث دقائق بعد موجة ضخمة ورياح قوية.
في وقت غرقها كانت سفينة نصر ديماس تقل متعهدي مطاعم وتسعة من أفراد الطاقم وأربعة وعشرين موظف من شركة إتش بي كيه باور للتنيفات من ضمنهم اثني عشر نيبالي وأحد عشر هندي وبنغلاديشي. شركة منتصف الخليج البحرية لاستئجار السفن كانت تدير السفينة منذ يناير 2005.